# 2004年智利APEC峰會
2004年智利APEC會議、APEC Chile 2004是亞太經濟合作組織21個成員經濟體圍繞智利舉行的一系列政治會議。所有成員國的領導人於2004年11月20日至21日在聖地牙哥舉行會議，會議主題是智利確定的「同一個共同體，我們的未來」（英語：One Community, Our Future.）。
阿爾塔薩大使表示，2004年智利APEC會議將充分體現社會活動在APEC實現自由貿易和投資目標過程中的重要性。

## 成員國代表
- 成員國代表：澳大利亞總理——約翰·霍華德
- 成員國代表：文莱苏丹——哈桑纳尔·博尔基亚
- 加拿大成員國代表：加拿大總理——保罗·马丁
- 智利成員國代表：智利总统——里卡多·拉戈斯
- 中國成員國代表：中华人民共和国主席——胡锦涛
- 臺灣成員國代表：中華民國總統——陳水扁
- 成員國代表：韓國總統——盧武鉉
- 美国成員國代表：美国总统——乔治·沃克·布什
- 菲律賓成員國代表：菲律宾总统——格洛丽亚·马卡帕加尔-阿罗约
- 香港成員國代表：香港特別行政區行政長官——董建華
- 印度尼西亞成員國代表：印度尼西亚总统——苏西洛·班邦·尤多约诺
- 日本成員國代表：日本內閣總理大臣——小泉纯一郎
- 马来西亚成員國代表：马来西亚首相——阿都拉·巴达威
- 墨西哥成員國代表：墨西哥总统——比森特·福克斯
- 新西兰成員國代表：新西兰总理——海伦·克拉克
- 成員國代表：巴布亚新几内亚总理——迈克尔·索马雷
- 秘魯成員國代表：秘魯總統 亞歷杭德羅·托萊多
- 俄羅斯成員國代表：俄罗斯总统——弗拉基米尔·普京
- 新加坡成員國代表：新加坡總理——李显龙
- 泰國成員國代表：泰国总理——達新·欽那瓦
- 越南成員國代表：越南国家主席——陳德良

## 外部連結
- 维基共享资源上的相關多媒體資源：2004年智利APEC峰會

| 前任者： 2003年泰國APEC峰會 | 亚太经济合作组织 2004 | 繼任者： 2005年韓國APEC峰會 |